# Dvorska i voena apoteka u Kragujevcu
Dvorska i voena apoteka u Kragujevcu ili Knjažesko-pridvorna apoteka bila je druga apoteka po redu u Kneževini Srbiji, osnovana 1836. goodine. Nešto kasnije ustali se nazv Pravitelstvena apoteka, što ukazuje na to da je bila  državna ustanova. Njen osnivač bio je prvi „knjaževski apotekar”, Pavle Ilić, rođen u Velikom Bečkereku (danas Zrenjaninu) oko 1807. godine, koji je farmaciju završio kao stipendista knez Miloša u Pešti i Beču 1835. godine.

## Uslovi koji su prethodili osnivanju apoteke
Razvoj zdravstvene službe i svih njenih elemenata jedan je od primarnih ciljeva svake država pa i tek od Osmanlijskog carstva oslobođene Kneževine Srbije, jer su zdravstvene prilike u Kneževini Srbiji, nakon Prvog i Drugog srpskog ustanka, početkom 19. veka bile nepovoljne.
Do pojave prvih školovanih lekara u Srbiji, lečenjem su se bavili razni samouki nadrilekari, hećimi, vidari, trgovci i zanatlije, među kojima su se naročito isticali berberi, koji su u svojim berbernicama imali i po neki hirurški instrument, za jednostavnije intervencije i puštanje krvi.  Zakonodavstvo o držanju i prodaji lekova u Srbiji nije postojalo, i s vako je imao pravo da posedueje, spravlja i prodaje lekove narodu. Lekovi su se mogli kupiti u raznim dućanima koje su držali najobičniji trgovci, Turci, Cincari ili Jevreji, koji su ih nabavljani direktno iz Beča, Pešte ili Zemuna ili ih sami pravili. Postojali su i takvi dućani koji su se mogli nazvati formalnim apotekama, jer su držali samo lekove i lekovita sredstva.
Period u kojem dolazi do značajnog napretka zdravstvene kulture poklapa se sa vremenom u kojem je Kragujevac bio prestonica Srbije (1818-1839),  u kome su uglavnom živeli Srbi, uz mali broj Jevreja, Cincara i Roma i nekoliko turskih porodica, koje je knez Miloš Obrenović zadržao i preko kojih je održavao dobre odnose sa Turcima. Prema tome  Kragujevac je bio jedina varoš u Srbiji sa nacionalno ujednačenim stanovništvom, uglavnom srpskim, što je davalo ovom gradu veliku prednost nad ostalim mestima pri izboru prestonice.
U periodu od 1819. pa nadalje, u Kragujevac, željni posla i zarade, počinju da dolaze diplomirani lekari iz susednih zemalja, koji su sa sobom donosili ručne apoteke, sa lekovima koje su izdavali i naplaćivali bolesnicima. Dolaskom stranih lekara u Kneževinu Srbiju, sve je više rasla potreba za otvaranjem apoteka sa školovanim farmaceutima, u kojima bi uvek mogao da se dobije ispravno izrađen lek. Tako su stvoreni i uslovi za osnivanje prvih apoteka.  
Realni uslovi za osnivawe apoteka stvoreni su tek 1830, kada je sultanovim Hatišerifom Srbija dobila određene povlastice koje su joj omogućile sticanje nepotpune autonomije i prava da otvara svoje administrativne, sudske, policijske i zdravstvene ustanove, pri čemu je Kragujevac kao prestonica nove Kneževine u ovoj oblasti imao značajnu ulogu.
Prvu apoteku otvorio je 1830. godine u Beogradu, školovani farmaceut, mr ph. Mateja Ivanović, poreklom iz Zemuna. Naime Ivanović je po završetku studija u Pešti, dobio dozvolu od kneza Miloša Obrenovića da u Beogradu otvori jednu savremenu apoteku u evropskom smislu. Time je on postavio temelje apotekarstvu u Beogradu i Srbiji. Ova apoteka je ujedno predstavljala i prvu zdravstvenu ustanovu u Srbiji. Nakon ove apoteke nastala je i državne apoteke u Kragujevcu. Nju je po nalogu Državnog Sovjeta i uz kneževu saglasnost otvorio u Kragujevcu 1836, mr ph. Pavle Ilić. Ovo je ujedno bila druga apoteka u Kneževini Srbiji.

## Istorija apoteke
Pavle Ilić, rodom iz Velikog Bečkereka (današnji Zrenjanin), bio je prvi državni stipendista-farmaceut), kojem je knez Miloš dao stipendiju da dovrši studije u Pešti, odnosno da položi ispite Rigoroze, a zatim i 100 talira da podigne diplomu, uz obavezu da se vrati u Srbiju kad završi studije.. Pavle Ilić se kao magistar farmacije vratio u zemlju 1835. i stavio se u službu knezu. On je od kneza dobio zadatak da izvrši sve pripremne radnje za otvaranje apoteke u Kragujevcu.
Pavlov brat blizanac, koji je po struci bio je lekar, a imali su i sestru Mariju, u prvoj godini boravka u Kragujevcu radio je pri vojnoj bolnici, gde je formirao malu priručnu vojnu apoteku.
Polovinom 1836, prvi “knjažeski apotekar” Pavle Ilić napravio je sve predračune za nabavku opreme potrebne za osnivanje apoteke, kao i lekova i apotekarsko posuđa. Celokupan nameštaj izrađen je u Kragujevcu, a sve ostalo nabavljeno je iz Beča i Pešte.
Godine 1836 godine otpočelo se i sa izgradnjom posebne zgrade za apoteku. Kako je gradnja zahtevalo određeno vreme, a  apoteka je što pre trebala daotpočela sa radom, odlućeno je apoteka budesmeštena u kući Pere Ilića, lekara.
Kada je zgrada završena, nekoliko godina po otvaranju, apoteka je preseljena preko puta nove crkve, do kafane Talpare u Šimićevu kuću, i tu je postojala do 1933.godine. Kada je u ulici Lepenički bulevar br. 1, šezdesetih godina 20 veka podignuta stambena zgrada, na njoj je postavljena spomen ploča,  u godini kada je obeležena 125.-godišnjica od osnivanja Pravitelstvene apoteke u Kragujevcu.
U prve tri godine rada, apoteka je imala brojne probleme, i borila se za svoj opstanak i prestiž, jer je u Kragujevcu bilo mnogo običnih dućana sa lekovima, a i
takvih koji su formom i sadržinom ostavljali utisak pravih apoteka. Tako da u Kragujevcu, Pravitelstvena apoteka nije mogla da pokrije svoje rashode i da državi donese prihod, već je morala da bude dotirana određenom sumom, od strane Kneževine.

## Namena i način rada
Apaoteka i njen apotekar, Ilić imali su zadatak da izrađuju i vrši ekspertize lekova, da vrše hemijske analize i analiziraju mineralne vode, što je ranije za Kneževinu Srbiju rađeno u Beču. Za rad apoteke i izradu lekova korišćena je austrijska  farmakopeja iz 1822. i 1836. godine. Ove farmakopeje bile su izuzetno napredne, a posebno izdanje iz 1836. (лат. editio quarta emendatior), koje je zapravo predstavljalo temeljno prerađeno izdanje iz 1834. U ovoj farmakopeji kao oficinalni našli su se i neki novootkriveni lekovi, kao što su: hinin, morfijum, jod i kalijum jodid.
Pavle Ilić se upravljao radom apoteke po austrijskim zakonskim propisima koji su se odnosili na ovu vrstu ustanova, sve do 1845. kada su izašla prva pravila i propisi za državne i javne apoteke u Kneževini Srbiji.
Iz apoteke su se lekovima i drugim farmacuticima snabdevai, knez, dvorani, vojnici, gardisti, građani i okružni lekari (fizikusi).
Potrebne sirovine za spravljanje lekova nabavljane su u kragujevačkim i beogradskim radnjama, koje su ovu robu uvozile iz Austrije i sa okolnih balkanskih prostora.
O značaju Pravitelstvena apoteka u prevenciji bolesti i širenju epidemija zaraznih bolesti najbolje govori jedan primer, kada je u septembru 1842. izbila je u Srbiji epidemija dizenterije, koja je kod naroda vrlo brzo suzbijena zahvaljujući pilulama koje su se izrađivane u državnoj apoteci a potom distribuirane preko okružnih načelstava. Ove pilule bile su na bazi opijuma, strihnina, hininovca i ipekakuane.

## Preseljenje i prestanak rada apoteke
Kneževom abdikacijom 1839.godine, došlo je do premeštajem vlade iz Kragujevca u Beograd. To je pokrenulo je i premeštaj apoteke, jer se smatralo da bi od velike i svestrane koristi bilo za državu i narod, da u sedištu vlade i vojske bude i apoteka.
Pravitelstvena apoteka se dva puta selila iz Kragujevca za Beograd, prvi put 1839, gde je ostala samo nekoliko meseci, jer je po odluci kneza Mihaila Obrenovića prestonica 1840. godine ponovo vraćena u Kragujevac, pa je naređeno da se preseli i apoteka. Drugi put je apoteka iz Kragujevca definitivno preseljena u Beograd 1841, gde je ostala narednih osamnaest godina kao državna ustanova.
Odlukom Sovjeta i kneza Miloša Obrenovića, Pravitelstvena apoteka je konačno 10. juna 1859. prodata privatnom licu, beogradskom apotekaru mr ph. Teodoru Sekuliću, po kratkom postupku, koji menja njen naziv u “Apoteka kod Srpskog grba”.

## Spoljašnje veze
- Istorijat apoteke — www.apotekakg.rs